# 福田重義
福田 重義（ふくだ しげよし、1887年(明治20年） - 1971年(昭和46年）は、日本の建築家。大正期に長く東京市の建築家、建築行政家として、また都市計画の方面でも活躍した。

## 経歴
長崎県生まれ。1908年（明治41年）、東京帝国大学工科大学建築学部を卒業。同年の卒業生に出浦高介、田中実、渡辺節、徳大寺彬麿らがいる。
住友総本店臨時建築部（現日建設計）、三菱合資会社地所部（現三菱地所設計）を経て、1910年、東京市技師になる。在職中の1913年（大正2年）には横浜港開港50周年記念事業の公募設計（建築設計競技）で福田案が1等当選。設計原案ならびに基本構造設計を手がけた。その後、建築課長ののち、東京市都市計画試案を立案し調査課長、市場建設課長、営繕課長などを歴任。
関東大震災後の1924年、市場施設視察のため、欧米に出張。1928年、建築課長から復興事業局長に昇進（池辺稲生の後任）。石原憲治、田中希一、佐野利器らと震災復興事業に従事した。
1930年に東京市を退職し、麹町区富士見町の自宅に福田重義建築事務所を開く。1937年、万国博覧会の工営部長に就任（博覧会は1940年開催予定であったが、戦争の激化により中止）。1938年（昭和13年）、日本建築学会副会長。
1940年、同潤会建築部長、1941年、住宅営団理事・建築部長に就任。

## 作品
| 名称                   | 年                 | 所在地         | 状態                 | 備考                           |
| ---------------------- | ------------------ | -------------- | -------------------- | ------------------------------ |
| 旧日比谷公園事務所     | 1910年（明治43年） | 東京都千代田区 | 東京都指定有形文化財 |                                |
| 四谷見附橋の装飾       | 1913年（大正2年）  | 東京都         |                      |                                |
| 横浜市開港記念会館原案 | 1913年（大正2年）  | 神奈川県横浜市 | 重要文化財           | 実施設計：山田七五郎・佐藤四郎 |
| 呉服橋・鍛冶橋の装飾   | 1914年（大正3年）  | 東京都中央区   | 現存せず             |                                |
| 東京市営住宅           |                    | 東京都         |                      |                                |
| 神田青果市場           | 1928年（昭和3年）  | 東京都千代田区 | 現存せず             |                                |
| 早稲田中学校校舎       | 1931年（昭和6年）  | 東京都新宿区   | 現存せず             | 施工：戸田組                   |
| 三楽病院               | 1933年（昭和8年）  | 東京都         | 現存せず             |                                |

## ギャラリー

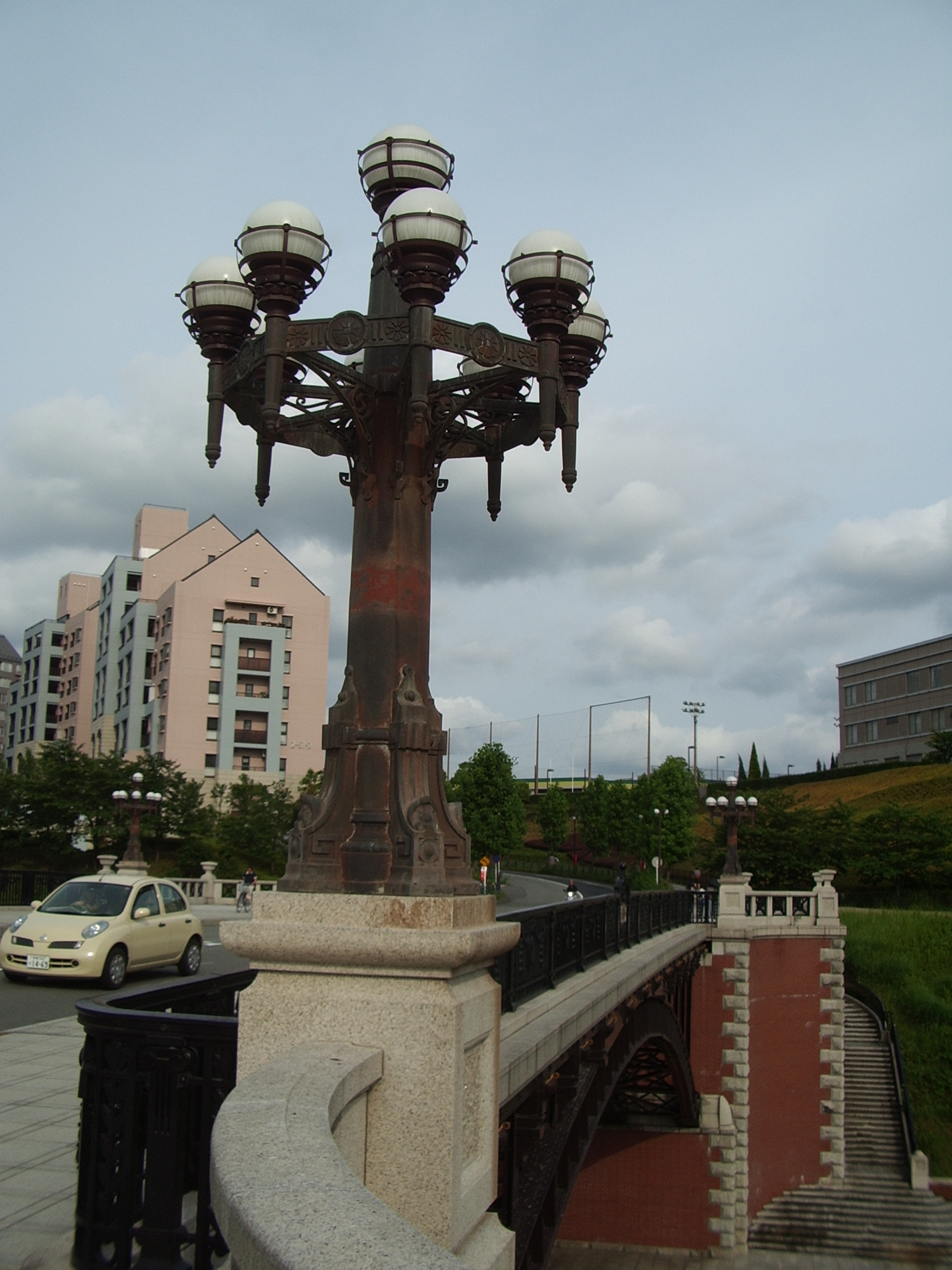
旧四谷見附橋（長池公園内）
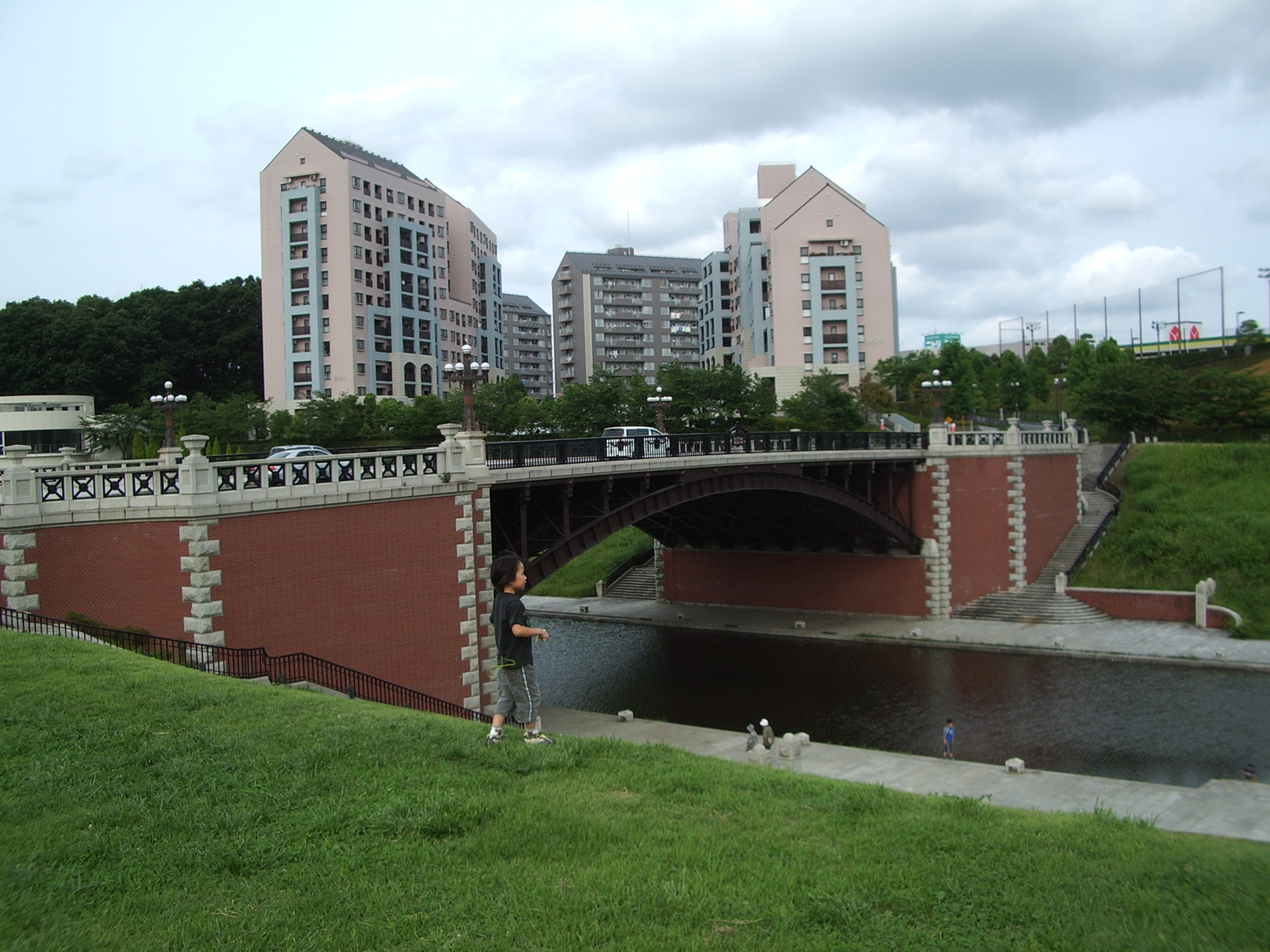
同じく